# Начала (ангельський чин)
Начала (лат. Principatus, pl. Principatūs), також Архаї — перший клас третього ангельського чину. Начала також називаються у перекладах «князівствами» і «правителями», що походить від грецького archai, множина від arche (у гр. мові корінь в Еф. 3:10), співпрацюють у силі і владі з Силами.
Начала зображаються в короні і такими, що несуть скіпетр. Їх обов'язком також є виконувати завдання, дані їм Пануваннями, і звіщати благословення у матеріальний світ. Їх завдання також полягає у спостереженні за групами людей. Вони є педагогами й хранителями царств земних. Як істоти, пов'язані зі світом зародження ідей, вони впливають на стихії природи, натхнення живих істот до багатьох талантів, наприклад, мистецтва чи науки.
Апостол Павло згадував Начала у небесній ієрархії в Посланні до Ефесян 1:21, та Начала і Влади у Посланні до Ефесян 3:10.